# 大森氏 (山城国)
大森氏（おおもりし）は、山城国愛宕郡小野郷大森から発展して洛中や京都近郊にて金融業などを営んだ土豪。

## 出自
「大森」の名字の由来は山城国愛宕郡小野郷（小野山）の大森である。当地は山城国と丹波国の境界にあり、京都から若狭国小浜に通じる街道（現在の西の鯖街道）の中継地点で関所もあった。

## 概要
大森氏の初見は文明9年（1477年）9月15日付の「政所賦銘引付」で、大森五郎左衛門尉吉久が若狭国山東郷の山東下野入道に銭を貸し付けていたという。
大永3年（1523年）には大森寿清が醍醐寺三宝院領である山城国久多郷の代官として年貢米納入を行っており、天文14年（1545年）に修理亮兼家に引き継がれている。
天文11年（1542年）には大森宗弥が蜷川親俊と交流を持っている様子が窺える。
天文16年（1544年）4月には細川氏綱方に大森七郎左衛門尉の存在が確認できる。大森氏は今村氏と同じように細川高国方と細川晴元方に両属していた可能性が高く、また利害の一致から広域的な京都側の土豪連合が成立した可能性も考えられる。
天文14年（1545年）から同19年（1550年）にかけての分一徳政令に関する史料では「大森一類」と称されており、債権者として大森氏の人物が10名以上も確認できる。具体的には新四郎、新四郎兼広、寿観、新九郎、與左衛門長政、與左衛門妹（父は西野與次入道）、修理亮兼家、四郎二郎、入道・寿算・修理、修理進、新介である。大森氏が上記のように大所帯の同名中となることができたのは、大森（西野）長政のように他の名字の者を婚姻など何らかの理由によって一族として取り込んでいったからであると考えられる。そして、取り込んだ一族は大森の地に集合していたのではなく、京都近郊に点在していた。
大森氏の被官は「弥三郎」や「道ゆふ」、「与七」など上京の百姓身分の者が多く、彼らを介して京都や近郊の村々への関与を強めることができた。
弘治2年（1556年）には北野松梅院が雑掌の長田親忠を通じて新九郎（兼吉）・彦三郎（兼政）から借銭している。
永禄8年（1565年）7月5日には、賀茂別雷神社の氏人衆中に対する貸付を行っており、その際の起請文では大森寿観、乗信、新九郎兼吉、新二郎秀盛、新三郎兼久、新四郎兼秀、彦三郎兼政、入道善阿弥が連署している。